# Louis Anquetin
Louis Émile Anquetin (26. ledna 1861 Étrepagny – 19. srpna 1932 Paříž) byl francouzský malíř, představitel cloisonismu.
Studoval na rouenském lyceu, kde byl jeho spolužákem básník Édouard Dujardin. Od roku 1882 žil v Paříži a s Henrim de Toulouse-Lautrecem a Vincentem van Goghem studoval malířství u Fernanda Cormona. Anquetin s Émilem Bernardem se pak inspirovali Signacovým divizionismem i japonskou malbou ukijo-e a vytvořili nový směr nazvaný cloisonismus, založený na barevných plochách oddělených výraznými konturami. V roce 1888 se zúčastnil Salonu nezávislých, později vystavoval v Société nationale des beaux-arts. 
Na přelomu století Anquetin opustil modernismus a začal napodobovat práce starých mistrů. Jeho vzorem se stal Peter Paul Rubens, o němž napsal monografii. Vytvářel návrhy pro Manufacture des Gobelins, knižní ilustrace, plakáty i dekorace pro divadlo Théâtre Antoine. Jeho žákem byl Jacques Maroger. V roce 1910 byl Anquetinovi udělen Řád čestné legie.
Spolu s Octave Mirbeauem a Félixem Fénéonem se angažoval v anarchistickém hnutí, vystoupil také veřejně na podporu Alfreda Dreyfuse.

## Galerie

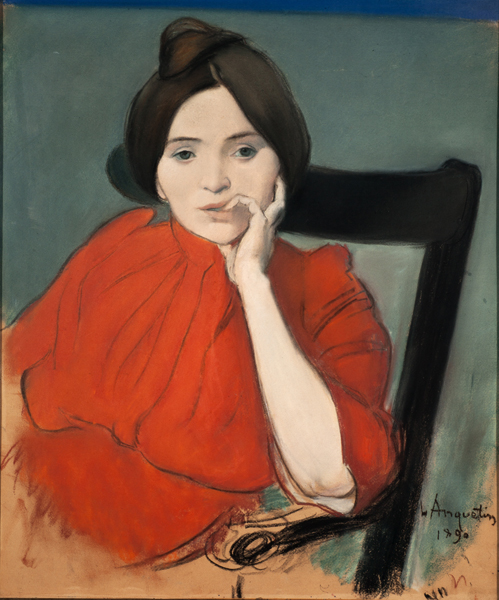
Portrét ženy (1890)
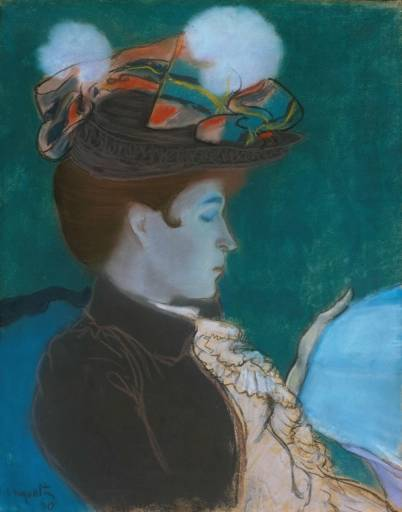
Čtoucí žena (1890)
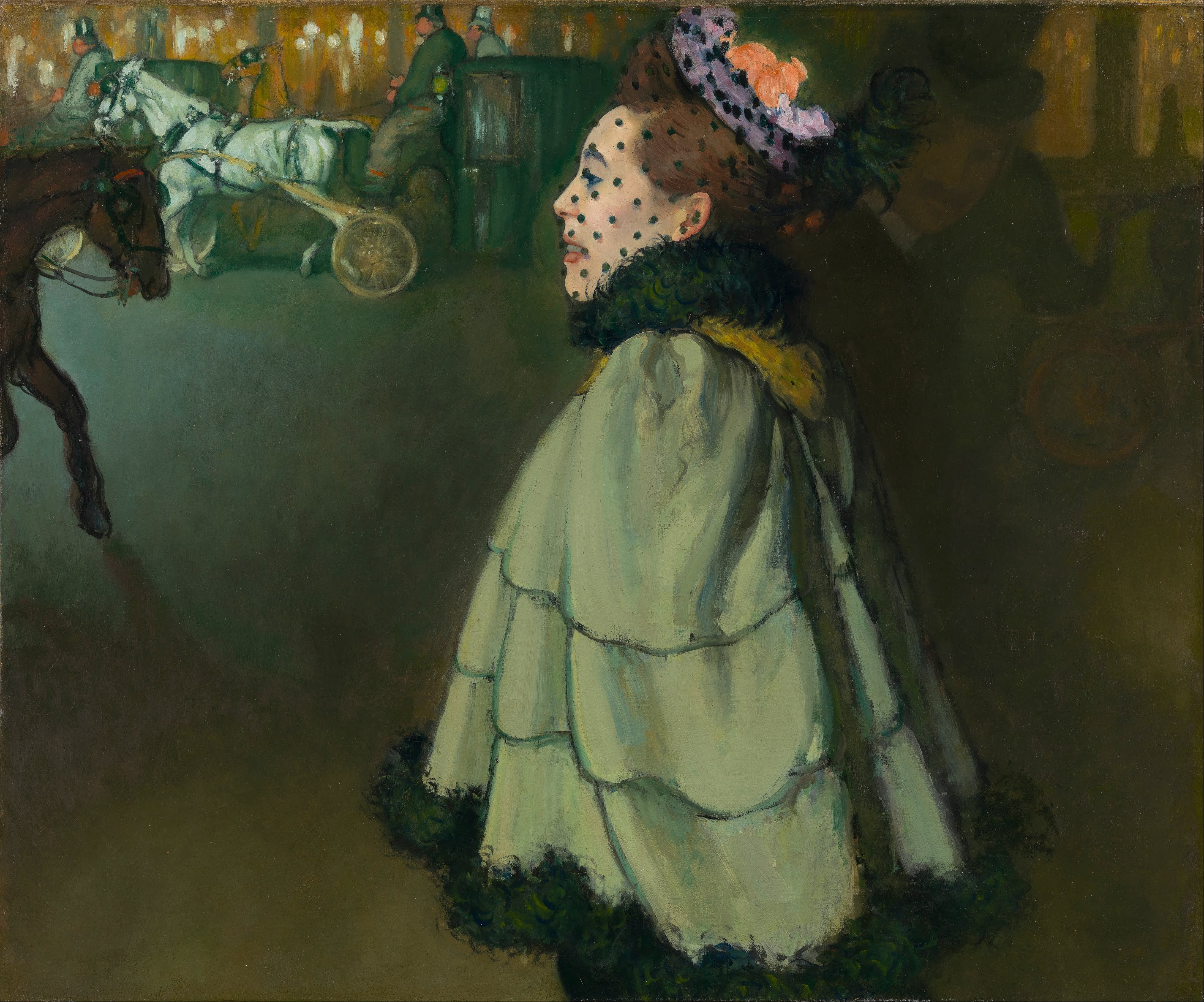
Žena na Champs-Élysées v noci (1889–1893)